# Gudrun Erzgräber

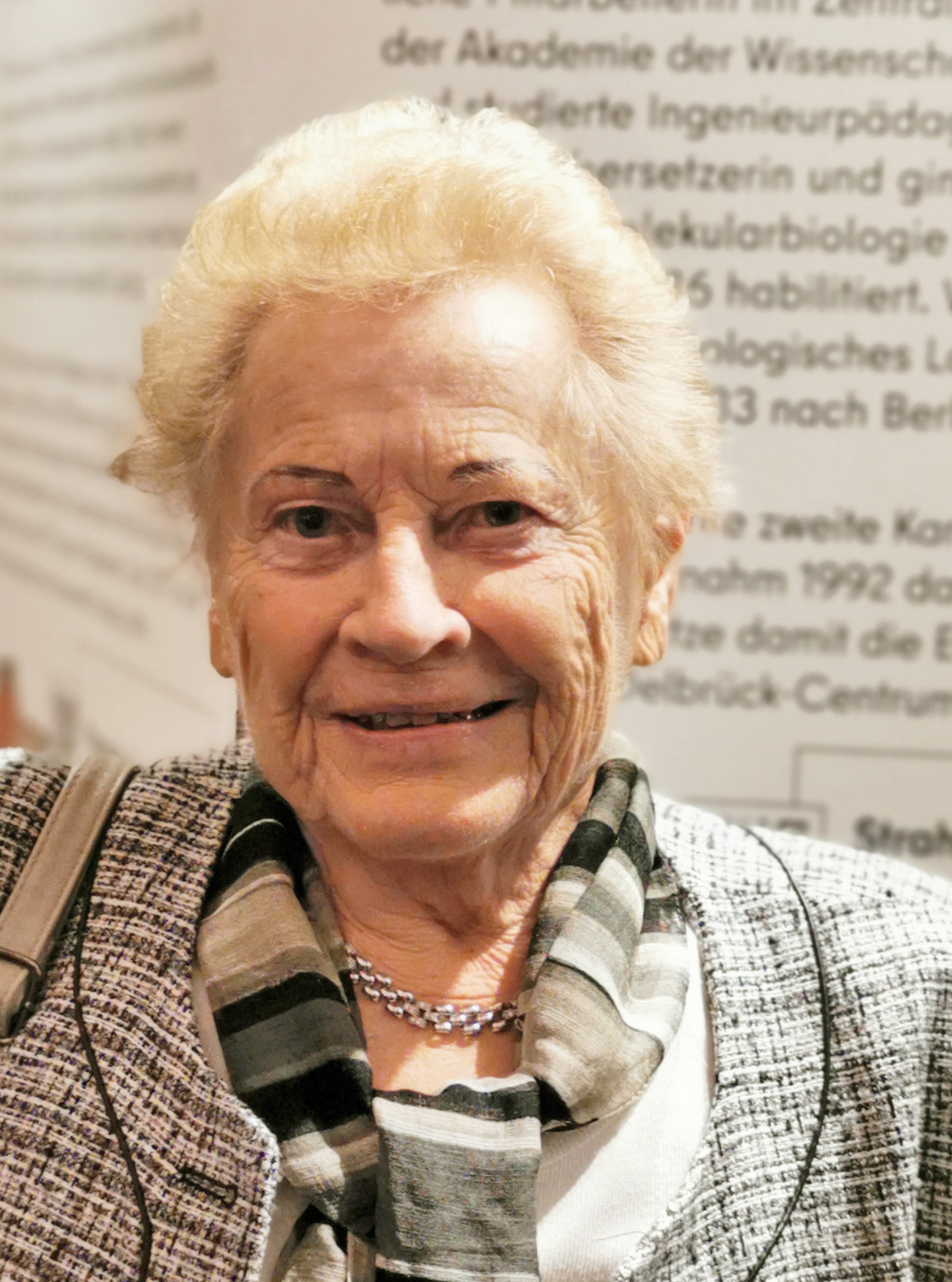
Gudrun Erzgräber (2021)

Gudrun Erzgräber (geb. 22. Mai 1939 in Eberswalde) ist eine deutsche Kernphysikerin, Radiobiologin, Forscherin, Unternehmensgründerin und Wissenschaftsmanagerin. Sie war maßgeblich an der Entwicklung des Wissenschaftsstandorts Campus Berlin-Buch beteiligt.

## Kindheit und berufliche Entwicklung
Gudrun Erzgräber wuchs in Eberswalde sowie im brandenburgischen Lychen auf. Nach dem Abitur 1957 absolvierte sie ein praktisches Jahr im VEB Elektro-Apparate-Werk Berlin-Treptow. 1958 begann sie zunächst ein Physikstudium an der Humboldt-Universität Berlin und wechselte später in den Studiengang Kernphysik an die Technische Universität Dresden. Ab 1964 arbeitete sie in der Abteilung Strahlenschutz im Zentralinstitut für Kernforschung der Akademie der Wissenschaften der DDR (ADW) in Rossendorf bei Dresden. Zusätzlich studierte sie Ingenieurpädagogik und qualifizierte sich als Fachübersetzerin.

## Karriere
Im Jahr 1968 erfolgte die Eingliederung der Rossendorfer Abteilung als Außenstelle in das Bucher Institut für Biophysik, das ab 1972 während der Akademiereform Teil des neugegründeten Zentralinstituts für Molekularbiologie (ZIM) wurde. 
Im Jahr 1973 wurde Erzgräber mit einer Arbeit zum Thema Inaktivierung von Bakteriophagen und Versuche zur theoretischen Interpretation promoviert. In diese Zeit fiel ihre mehrjährige wissenschaftliche Kooperation mit dem russischen Genetiker Nikolai Timoféew-Ressowski, der Ende der 1920er Jahre bis 1945 in Berlin-Buch am Kaiser-Wilhelm-Institut für Hirnforschung tätig war. 
Drei Jahre später erfolgte Erzgräbers Delegierung durch das ZIM an das Vereinigte Institut für Kernforschung in Dubna, wo sie in den Jahren 1976 bis 1983 ein strahlenbiologisches Labor aufzubaute und leitete.
1983 kehrte Erzgräber nach Berlin-Buch zurück und begann eine Karriere als Wissenschaftsmanagerin. Sie wurde zuerst Leiterin des Wissenschaftlichen Sekretariats beim Direktor des Zentralinstituts für Molekularbiologie und ab 1987 stellvertretende Direktorin und wissenschaftliche Mitarbeiterin in der Abteilung Strahlenbiologie am Bucher Zentralinstitut für Krebsforschung. Nach der deutschen Wiedervereinigung übernahm Erzgräber 1992 das Management des Campus Berlin-Buch und war maßgeblich am Auf- und Ausbau des Bucher Wissenschaftscampus mit dem Max-Delbrück-Centrum für Molekulare Medizin in der Helmholtz-Gemeinschaft (MDC) und anderen Forschungseinrichtungen beteiligt. 1996 wurde sie Geschäftsführerin der neu gegründeten BBB GmbH Campus Buch bis zu ihrer Verabschiedung in den Ruhestand 2008. Erzgräber engagierte sich darüber hinaus für die Entwicklung des Biotechnologie- und Gesundheitsstandortes Buch.

## Engagement
Gudrun Erzgräber warb in der Zeit von 1992 bis 2007 insgesamt 66 Millionen Euro an Fördermitteln für die Entwicklung des Campus Buch von Bund, Land und der Europäischen Union ein. Sie baute den Biotechnologiepark Buch auf, ein Innovations- und Gründerzentrum mit einer Fläche von insgesamt 26 000 Quadratmetern. Unter ihrer Leitung wurden bestehende Gebäude saniert und das Gläserne Labor errichtet, ein Gentechniklabor mit Fokus auf Öffentlichkeitsarbeit und Weiterbildungen.

## Auszeichnungen
- 2008: Verdienstorden der Bundesrepublik Deutschland[3]
- 2009: Verdienstorden des Landes Berlin[4]
- 2011: Timoféew-Ressowski-Medaille der Russischen Akademie der Medizinischen Wissenschaften[5]
- 2021: Anlässlich der Wissensstadt Berlin 2021 wurde ihr im Rahmen der Ausstellung Berlin – Hauptstadt der Wissenschaftlerinnen im Roten Rathaus eine Ausstellungstafel gewidmet.[6][7]

## Publikationen
- Gudrun Erzgräber: Inaktivierung von Bakteriophagen und Versuche zur theoretischen Interpretation. Akademie der Wissenschaften der DDR, Berlin 1973, Dissertation.
- Gudrun Erzgräber: Biophysikalische Analyse der Wirkung ionisierender Strahlung unterschiedlicher physikalischer Charakteristika auf Säugetierzellen. Akademie der Wissenschaften der DDR, Berlin, 1986, Habilitationsschrift.
- Helmut Abel, Gudrun Erzgräber: Radioaktivität – ein Reizwort, weil Krebs droht? Versuch einer populärwissenschaftlichen Darstellung des Forschungsstandes. Trafo, Berlin 2009, ISBN 978-3-89626-936-2.
- Helmut Abel, Gudrun Erzgräber: Radioaktivität – von der Entdeckung bis Fukushima. Populärwissenschaftliche Darstellung der Strahlenwirkung. Trafo, Berlin 2012, ISBN 978-3-86464-026-1.